# Chamrousse
Chamrousse är en kommun i departementet Isère i regionen Auvergne-Rhône-Alpes i sydöstra Frankrike. Kommunen är chef-lieu över 2 kantoner som tillhör arrondissementet Grenoble. År 2022 hade Chamrousse 438 invånare.

## Befolkningsutveckling
Antalet invånare i kommunen Chamrousse
Referens:INSEE